# Ciuleni, Bolgrad
Ciuleni (în bulgară Чомлѐк, transliterat: Ciomlek, în ucraineană Виноградівка, transliterat: Vînohradivka) este un sat în comuna Tarutino din raionul Bolgrad, regiunea Odesa, Ucraina.

## Demografie
Componența lingvistică a comunei Ciuleni
     Bulgară (89,07%)
     Ucraineană (4,85%)
     Rusă (2,52%)
     Română (1,9%)
     Găgăuză (1,53%)
     Alte limbi (0,06%)
Conform recensământului din 2001, majoritatea populației comunei Ciuleni era vorbitoare de bulgară (89,07%), existând în minoritate și vorbitori de ucraineană (4,85%), rusă (2,52%), română (1,9%) și găgăuză (1,53%).